# Bataille de Big Sandy Creek
Guerre de 1812
Batailles
La bataille de Big Sandy Creek a eu lieu dans le nord-ouest de New York du 29 au 30 mai 1814, pendant la guerre de 1812. La bataille a été remportée par les Américains, qui ont lancé une attaque surprise sur les Britanniques qui ont été chassés du lac Ontario.

## Contexte
Après l'attaque réussie sur Fort Oswego les 5 et 6 mai 1814, les Britanniques se sont retirés aux îles Galloo dans le nord du lac Ontario, d'où ils pouvaient surveiller et intercepter toutes les approvisionnements vers le nord vers Sackets Harbor.
Aux chantiers navals américains à Sackets Harbor, deux bricks, l'USS Jefferson (en) et l'Jones (en), et une frégate, l'USS Superior (en), attendaient l'armement et le gréement nécessaire à leur lancement. Les fournitures nécessaires pour équiper les navires avaient été transportés de la Brooklyn Navy Yard de New York à Albany, et d'Albany vers la rivière Mohawk puis Wood Creek et le lac Oneida, pour arriver finalement à la rivière Oswego. Ces fournitures devaient encore être transportées d'Oswego au port de Sackett, mais il fallait le faire sans alerter les Britanniques.
Le 21 avril 1814, le commodore Isaac Chauncey (en) envoie ses ordres depuis Sackets Harbor au lieutenant Melancthon Taylor Woolsey (en), lui enjoignant de choisir cinq officiers et vingt-cinq hommes pour faire transiter l'USS Lady of the Lake par Oswego, puis d'apporter les fournitures de construction navale au nord vers les chantiers navals.

## Bataille
Dans la soirée pluvieuse du 28 mai, Woolsey part avec 150 tirailleurs sous le commandement du major Daniel Appling dans 19 bateaux chargés d'approvisionnements. Dans la matinée du 29 mai, ils arrivent à l'embouchure de la rivière Salmon en ayant mystérieusement perdu l'un de leurs bateaux. Ce bateau, découvert par les forces britanniques, a empêché la mission de Wooley de demeurer un secret.
À Big Salmon, les forces américaines se sont retrouvées avec les Onneiouts (les estimations vont de 120 à 130 Amérindiens), que Woolsey avait envoyés la veille. Les Onneiouts ont marché vers le nord le long du rivage tandis que les bateaux passaient par le lac. À midi, le 29 mai, ils ont atteint l'embouchure de Big Sandy Creek. Tous les bateaux ont été envoyés au loin dans les terres que possible.
Woolsey a ensuite envoyé un éclaireur pour repérer les navires britanniques. L'éclaireur a découvert qu'une canonnière et trois péniches se dirigeaient vers l'emplacement des forces américaines. Woolsey a appelé la milice voisine et s'est préparé à la hâte pour la bataille.
À 8 heures du matin, les Britanniques ont commencé à canonner les forces américaines depuis l'embouchure de la Big Sandy Creek. Les forces américaines se sont cachées le long de la rive du ruisseau et ont attendu que les Britanniques progressent à l'intérieur des terres. À environ 10 heures, lorsque les forces britanniques eurent remonté le ruisseau, les forces américaines sont sorties de leur cachette, et une brève bataille de dix minutes s'est déroulée. Les officiers britanniques se sont rendus rapidement pour éviter de nouvelles victimes.

## Pertes
Les Américains ont subi 2 blessés : un Amérindien Onneiout et un carabinier américain.
Appling a écrit au général de brigade Edmund P. Gaines le 30 mai, que la liste des victimes britanniques étaient de 13 tués ; 2 lieutenants de Royal Marines et 28 marins et fusiliers marins blessés et capturés ; 7 officiers et 133 soldats faits prisonniers. Trois canonnières (dont un 24-livres et un 63-livres), deux canots et un petit canon avaient également été saisis.